# 洛斯貝羅斯 (加利福尼亞州)
洛斯貝羅斯（英語：Los Berros）是位於美國加利福尼亞州聖路易斯-奧比斯保縣的一個人口普查指定地區。

## 地理
洛斯貝羅斯的座標為35°04′51″N 120°32′42″W / 35.08083°N 120.54500°W，而該地最高點為海拔高度59米（即194英尺）。

## 人口
根據2010年美國人口普查的數據，洛斯貝羅斯的面積為6.506平方千米，均為陸地。當地共有人口641人，而人口密度為每平方千米98人。